# Bangchan General Assembly
Die Bangchan General Assembly Co., Ltd., oder kurz auch BGAC, ist ein im Khet Khan Na Yao der thailändischen Metropole Bangkok ansässiger Montagebetrieb für Automobile. Das Werk ist eine Tochtergesellschaft der Phra Nakorn Automobile Company.

## Geschichte
Das Werk wurde 1970 als thailändisch-amerikanisches Joint-Venture mit General Motors gegründet. Vor dem Hintergrund entsprechender politischer Vorgaben wurde 1979 mit der Montage von Personenkraftwagen aus CKD-Bausätzen begonnen.
Die Mehrheitsverhältnisse änderten sich mehrfach:
- 1979 Isuzu Motors (Thailand) Co., Ltd.
- 1987 Honda Cars (Thailand) Co., Ltd.
- seit 2005 Phra Nakorn Automobile Group

Für das Jahr 2005 war keine Fahrzeugproduktion ausgewiesen.

## Marken
Seit ihrer Gründung hat die BGAC Modelle von 14 oder 15 verschiedenen Marken montiert. Ausgewiesen sind beispielsweise Daihatsu, Opel und Honda. Die Daihatsu-Produktion endete 1998. Ebenso werden Nutzfahrzeuge der Marken Foton und Tata (seit 2017) montiert.
Seit 2017 betreibt die BGAC zusammen mit der Mercedes-Benz (Thailand) Ltd. ein Auslieferungszentrum für Neufahrzeuge.